# Edelweißring

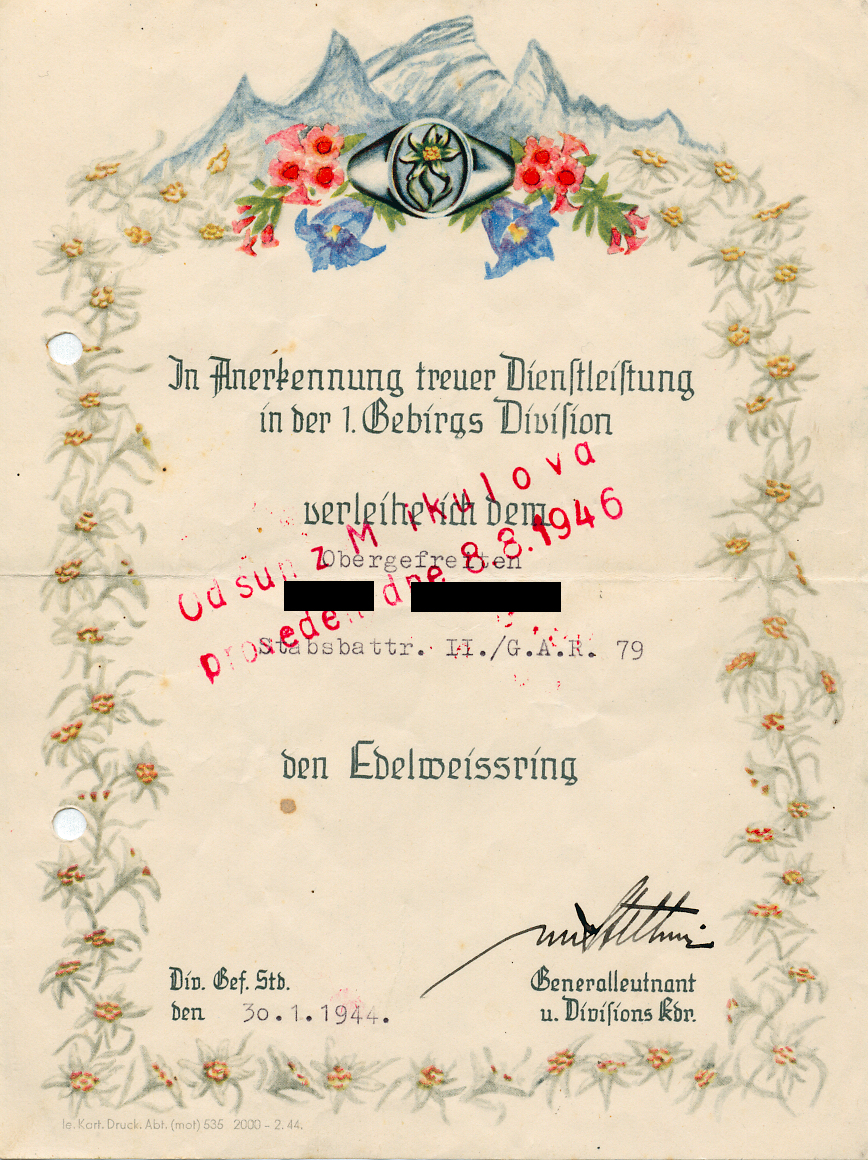
Verleihungsurkunde Edelweißring

Der Edelweißring ist eine truppeninterne Auszeichnung, die in Anerkennung treuer Dienstleistung an Gebirgsjäger in der 1. Gebirgs-Division der Wehrmacht verliehen wurde. Er gehört zu den tragbaren Erinnerungsabzeichen der Wehrmacht.
Die Auszeichnung besteht aus einem silbernen Fingerring. Im Zentrum des Ringes, in einem ovalen Medaillon befindet sich eine plastische Darstellung des Edelweiß. Innen ist der Edelweißring mit „800“ Silber gestempelt.